# Canarium zeylanicum
Canarium zeylanicum е вид растение от семейство Burseraceae. Видът е световно застрашен, със статут Уязвим.

## Разпространение
Разпространен е в Шри Ланка.